# Ramsholmen (vid Ekenäs, Raseborg)
Ramsholmen är en ö i Finland. Den ligger i Finska viken eller Skärgårdshavet och i kommunen Raseborg i den ekonomiska regionen  Raseborg i landskapet Nyland, i den södra delen av landet. Ön ligger omkring 88 kilometer väster om Helsingfors.
Öns area är 15,6 hektar och dess största längd är 0,6 kilometer i sydväst-nordöstlig riktning.